# Teorie všeho (film)
Teorie všeho (anglicky The Theory of Everything) je britské filmové drama z roku 2014, které natočil režisér James Marsh. Scénář napsal Anthony McCarten podle knižní předlohy Travelling to Infinity: My Life with Stephen od Jane Hawking. 
Snímek představuje životopisný film pojednávající o anglickém teoretickém fyzikovi Stephenu Hawkingovi. Toho zde hraje Eddie Redmayne, jeho přítelkyni pak Felicity Jones. V dalších rolích se zde představili například Charlie Cox, Emily Watsonová, David Thewlis či Harry Lloyd. Premiéru měl v září 2014 na Torontském mezinárodním filmovém festivalu.

## Obsazení
| Eddie Redmayne     | Stephen Hawking             |
| Felicity Jones     | Jane Hawking                |
| Charlie Cox        | Jonathan Jones              |
| Emily Watson       | Beryl Wilde                 |
| Simon McBurney     | Frank Hawking               |
| David Thewlis      | Dennis Sciama               |
| Maxine Peake       | Elaine Mason                |
| Harry Lloyd        | Brian                       |
| Guy Oliver-Watts   | George Wilde                |
| Abigail Cruttenden | Isoben Hawking              |
| Charlotte Hope     | Phillipa Hawking            |
| Lucy Chappell      | Mary Hawking                |
| Christian McKey    | Roger Penrose               |
| Enzo Cilenti       | Kip Thorne                  |
| Georg Nikoloff     | Isaak Markovich Khalatnikov |
| Alice Orr-Ewing    | Diana King                  |
| Stephen Hawking    | poskytl svůj vlastní hlas   |
| Frank Leboeuf      | švýcarský doktor            |
| Michael Marcus     | Ellis                       |

## Přijetí
Film vydělal po celém světě přes 122,8 milionů dolarů. Ve Spojených státech vydělal 35,9 milionů dolarů a ve Spojeném království 31,9 milionů dolarů. Rozpočet filmu činil 15 milionů dolarů. V Severní Americe byl nejdříve promítán pouze v pěti kinech a za první víkend vydělal 207 tisíc dolarů. 26. listopadu byl film vypuštěn do 805 kin a vydělal 5 milionů dolarů.
Film získal pozitivní kritiku. Na recenzní stránce Rotten Tomatoes získal z 227 započtených recenzí 79 procent s průměrným ratingem 7,3 bodů z deseti. Na serveru Metacritic snímek získal z 47 recenzí 72 bodů ze sta. Na Česko-Slovenské filmové databázi snímek získal 80%.

### Ocenění a nominace
| Ocenění                                       | Kategorie                                          | Nominovaný                                                                               | Výsledek  |
| --------------------------------------------- | -------------------------------------------------- | ---------------------------------------------------------------------------------------- | --------- |
| AACTA International Awards                    | Nejlepší mužský herecký výkon v hlavní roli        | Eddie Redmayne                                                                           | nominace  |
| AACTA International Awards                    | Nejlepší ženský herecký výkon v hlavní roli        | Felicity Jones                                                                           | nominace  |
| African-American Film Critics Association     | Nejlepších deset filmů                             | Teorie všeho                                                                             | vítězství |
| Alliance of Women Film Journalists            | Nejlepší mužský herecký výkon v hlavní roli        | Eddie Redmayne                                                                           | nominace  |
| Art Directors Guild Awards                    | Nejlepší výprava (historický film)                 | John Paul Kelly                                                                          | nominace  |
| Casting Society of America Awards             | Nejlepší casting ve studiovém nebo nezávislém      | Nina Gold                                                                                | nominace  |
| Chicago Film Critics Association              | Nejlepší mužský herecký výkon v hlavní roli        | Eddie Redmayne                                                                           | nominace  |
| Costume Designers Guild Awards                | Nejlepší kostýmy (periodický film)                 | Steven Noble                                                                             | nominace  |
| Critics' Choice Movie Award                   | Nejlepší mužský herecký výkon v hlavní roli        | Eddie Redmayne                                                                           | nominace  |
| Critics' Choice Movie Award                   | Nejlepší ženský herecký výkon v hlavní roli        | Felicity Jones                                                                           | nominace  |
| Critics' Choice Movie Award                   | Nejlepší film                                      | Teorie všeho                                                                             | nominace  |
| Critics' Choice Movie Award                   | Nejlepší skladatel                                 | Jóhann Jóhannsson                                                                        | nominace  |
| Critics' Choice Movie Award                   | Nejlepší scénář                                    | Anthony McCarten                                                                         | nominace  |
| Dallas–Fort Worth Film Critics Association    | Nejlepší mužský herecký výkon v hlavní roli        | Eddie Redmayne                                                                           | nominace  |
| Dallas–Fort Worth Film Critics Association    | Nejlepší ženský herecký výkon v hlavní roli        | Felicity Jones                                                                           | nominace  |
| Dallas–Fort Worth Film Critics Association    | Nejlepší film                                      | Teorie všeho                                                                             | nominace  |
| Detroit Film Critics Society                  | Nejlepší mužský herecký výkon v hlavní roli        | Eddie Redmayne                                                                           | nominace  |
| Dorian Awards                                 | Nejlepší mužský herecký výkon v hlavní roli        | Eddie Redmayne                                                                           | vítězství |
| Empire Awards                                 | Nejlepší mužský herecký výkon v hlavní roli        | Eddie Redmayne                                                                           | nominace  |
| Empire Awards                                 | Nejlepší ženský herecký výkon v hlavní roli        | Felicity Jones                                                                           | nominace  |
| Empire Awards                                 | Nejlepší britský film                              | Teorie všeho                                                                             | nominace  |
| Filmová cena Britské akademie                 | Nejlepší mužský herecký výkon v hlavní roli        | Eddie Redmayne                                                                           | vítězství |
| Filmová cena Britské akademie                 | Nejlepší ženský herecký výkon v hlavní roli        | Felicity Jones                                                                           | nominace  |
| Filmová cena Britské akademie                 | Nejlepší adaptovaný scénář                         | Anthony McCarten                                                                         | vítězství |
| Filmová cena Britské akademie                 | Nejlepší britský film                              | Teorie všeho                                                                             | vítězství |
| Filmová cena Britské akademie                 | Nejlepší kostýmy                                   | Steven Noble                                                                             | nominace  |
| Filmová cena Britské akademie                 | Nejlepší film                                      | Teorie všeho                                                                             | nominace  |
| Filmová cena Britské akademie                 | Nejlepší režie                                     | James Marsh                                                                              | nominace  |
| Filmová cena Britské akademie                 | Nejlepší filmová hudba                             | Jóhann Jóhannsson                                                                        | nominace  |
| Filmová cena Britské akademie                 | Nejlepší střih                                     | Jinx Godfrey                                                                             | nominace  |
| Filmová cena Britské akademie                 | Nejlepší masky                                     | Jan Sewell                                                                               | nominace  |
| Filmová cena MTV                              | Nejlepší transformace                              | Eddie Redmayne                                                                           | nominace  |
| Filmový festival Tallinn Black Nights         | Nejlepší mužský herecký výkon v hlavní roli        | Eddie Redmayne                                                                           | vítězství |
| Filmový festival Tallinn Black Nights         | Hlavní cena                                        | James Marsh                                                                              | nominace  |
| Florida Film Critics Circle                   | Nejlepší mužský herecký výkon v hlavní roli        | Eddie Redmayne                                                                           | nominace  |
| Florida Film Critics Circle                   | Nejlepší adaptovaný scénář                         | Anthony McCarten                                                                         | nominace  |
| Cena Grammy                                   | Nejlepší skladatel                                 | Jóhann Jóhannsson                                                                        | nominace  |
| Hollywood Film Awards                         | Objev roku: herec                                  | Eddie Redmayne                                                                           | vítězství |
| Houston Film Critics Society                  | Nejlepší mužský herecký výkon v hlavní roli        | Eddie Redmayne                                                                           | nominace  |
| Houston Film Critics Society                  | Nejlepší ženský herecký výkon v hlavní roli        | Felicity Jones                                                                           | nominace  |
| Houston Film Critics Society                  | Nejlepší skladatel                                 | Jóhann Jóhannsson                                                                        | nominace  |
| International Film Music Critics Association  | Nejlepší skladatel (drama)                         | Jóhann Jóhannsson                                                                        | nominace  |
| London Film Critics' Circle                   | Herec roku                                         | Eddie Redmayne                                                                           | nominace  |
| London Film Critics' Circle                   | Britský herec roku                                 | Eddie Redmayne                                                                           | nominace  |
| London Film Critics' Circle                   | Britská herečka roku                               | Felicity Jones                                                                           | nominace  |
| London Film Critics' Circle                   | Britský film roku                                  | Teorie všeho                                                                             | nominace  |
| London Film Critics' Circle                   | Film roku                                          | Teorie všeho                                                                             | nominace  |
| Mill Valley Film Festival                     | Zlaté ocenění světového filmu                      | Teorie všeho                                                                             | vítězství |
| MPSE Golden Reel Awards                       | Nejlepší dialog (film)                             | Glenn Freemantle, Gillian Dodders, Paul Wrightson                                        | nominace  |
| Mezinárodní filmový festival v Palm Springs   | Ocenění Desert Palm                                | style="background:#99FF99;vertical-align:middle;text-align:center;" \|vítězství          |           |
| Mezinárodní filmový festival v Santa Barbaře  | Ocenění Cinema Vanguard                            | style="background:#99FF99;vertical-align:middle;text-align:center;" \|vítězství          |           |
| New York Film Critics Online                  | Nejlepší mužský herecký výkon v hlavní roli        | Eddie Redmayne                                                                           | vítězství |
| New York Film Critics Online                  | Nejlepších deset filmů                             | Teorie všeho                                                                             | vítězství |
| Oscar                                         | Nejlepší mužský herecký výkon v hlavní roli        | Eddie Redmayne                                                                           | vítězství |
| Oscar                                         | Nejlepší ženský herecký výkon v hlavní roli        | Felicity Jones                                                                           | nominace  |
| Oscar                                         | Nejlepší adaptovaný scénář                         | Anthony McCarten                                                                         | nominace  |
| Oscar                                         | Nejlepší skladatel                                 | Jóhann Jóhannsson                                                                        | nominace  |
| Oscar                                         | Nejlepší film                                      | Tim Bevan, Eric Fellner, Lisa Bruce, Anthony McCarten                                    | nominace  |
| Producers Guild of America Award              | Nejlepší producenti (film)                         | Tim Bevan, Eric Fellner, Lisa Bruce, Anthony McCarten                                    | nominace  |
| San Diego Film Critics Society                | Nejlepší mužský herecký výkon v hlavní roli        | Eddie Redmayne                                                                           | nominace  |
| San Diego Film Critics Society                | Nejlepší ženský herecký výkon v hlavní roli        | Felicity Jones                                                                           | nominace  |
| San Diego Film Critics Society                | Nejlepší adaptovaný scénář                         | Anthony McCarten                                                                         | nominace  |
| San Diego Film Critics Society                | Nejlepší film                                      | Teorie všeho                                                                             | nominace  |
| San Diego Film Critics Society                | Nejlepší výprava                                   | John Paul Kelly                                                                          | nominace  |
| San Francisco Film Critics Circle             | Nejlepší mužský herecký výkon v hlavní roli        | Eddie Redmayne                                                                           | nominace  |
| Satellite Awards                              | Nejlepší mužský herecký výkon v hlavní roli        | Eddie Redmayne                                                                           | nominace  |
| Satellite Awards                              | Nejlepší ženský herecký výkon v hlavní roli        | Felicity Jones                                                                           | nominace  |
| Satellite Awards                              | Nejlepší kamera                                    | Benoît Delhomme                                                                          | nominace  |
| Satellite Awards                              | Nejlepší film                                      | Teorie všeho                                                                             | nominace  |
| Satellite Awards                              | Nejlepší adaptovaný scénář                         | Anthony McCarten                                                                         | nominace  |
| Cena Saturn                                   | Nejlepší mezinárodní film                          | Teorie všeho                                                                             | vítězství |
| Screen Actors Guild Awards                    | Nejlepší herecké obsazení                          | Charlie Cox, Felicity Jones, Simon McBurney, Eddie Redmayne, David Thewlis, Emily Watson | nominace  |
| Screen Actors Guild Awards                    | Nejlepší ženský herecký výkon v hlavní roli        | Felicity Jones                                                                           | nominace  |
| Screen Actors Guild Awards                    | Nejlepší mužský herecký výkon v hlavní roli        | Eddie Redmayne                                                                           | vítězství |
| St. Louis Gateway Film Critics Association    | Nejlepší mužský herecký výkon v hlavní roli        | Eddie Redmayne                                                                           | nominace  |
| St. Louis Gateway Film Critics Association    | Nejlepší ženský herecký výkon v hlavní roli        | Felicity Jones                                                                           | nominace  |
| St. Louis Gateway Film Critics Association    | Nejlepší adaptovaný scénář                         | Anthony McCarten                                                                         | nominace  |
| Teen Choice Awards                            | Nejlepší film: drama                               | Teorie všeho                                                                             | nominace  |
| Teen Choice Awards                            | Nejlepší mužský herecký výkon v hlavní roli: drama | Eddie Redmayne                                                                           | nominace  |
| Teen Choice Awards                            | Nejlepší ženský herecký výkon v hlavní roli: drama | Felicity Jones                                                                           | nominace  |
| USC Scripter Award                            | Nejlepší adaptovaný scénář                         | Jane Wilde Hawking a Anthony McCarten                                                    | nominace  |
| Washington D.C. Area Film Critics Association | Nejlepší mužský herecký výkon v hlavní roli        | Eddie Redmayne                                                                           | nominace  |
| Washington D.C. Area Film Critics Association | Nejlepší ženský herecký výkon v hlavní roli        | Felicity Jones                                                                           | nominace  |
| Washington D.C. Area Film Critics Association | Nejlepší adaptovaný scénář                         | Anthony McCarten                                                                         | nominace  |
| Washington D.C. Area Film Critics Association | Nejlepší skladatel                                 | Jóhann Jóhannsson                                                                        | nominace  |
| Women Film Critics Circle                     | Nejlepší mužský herecký výkon v hlavní roli        | Eddie Redmayne                                                                           | vítězství |
| Women Film Critics Circle                     | Ocenění neviditelné ženy                           | Felicity Jones                                                                           | vítězství |
| Zlatý glóbus                                  | Nejlepší mužský herecký výkon v hlavní roli: drama | Eddie Redmayne                                                                           | vítězství |
| Zlatý glóbus                                  | Nejlepší ženský herecký výkon v hlavní roli: drama | Felicity Jones                                                                           | nominace  |
| Zlatý glóbus                                  | Nejlepší film: drama                               | Tim Bevan, Eric Fellner, Lisa Bruce, Anthony McCarten                                    | nominace  |
| Zlatý glóbus                                  | Nejlepší skladatel                                 | Jóhann Jóhannsson                                                                        | vítězství |